# Seminar für pastorale Ausbildung
Das Seminar für pastorale Ausbildung Wuppertal ist eine evangelische theologische Ausbildungsstätte für Theologen in der zweiten Ausbildungsphase (Vikariat) in Wuppertal.

## Entstehung
Das Seminar für pastorale Ausbildung besteht seit dem Jahr 2004. Es ist aus dem früheren Reformierten Predigerseminar Elberfeld und dem Rheinischen Predigerseminar in Bad Kreuznach hervorgegangen. Heute führt es die Arbeit dieser beiden früheren Predigerseminare unter einem gemeinsamen Dach fort. In die neue Institution, die mit der Fusion am 1. Januar 2004 entstanden ist, fließen die Traditionen, Lehrinhalte und Besonderheiten beider Seminarsausbildungen mit ein.
Traditionell war das frühere Reformierte Predigerseminar Elberfeld die Ausbildungsstätte aller reformierten Landeskirchen in Deutschland. Es wurden daher stets nicht nur rheinische Vikare ausgebildet, sondern auch solche aus der lippischen, der reformierten und der bremischen Landeskirche. Seit dem 1. Januar 2009 hat auch die Evangelische Kirche von Westfalen die Ausbildung ihrer Vikare nach Wuppertal verlegt, nachdem das Predigerseminar in Villigst geschlossen wurde. Das Seminar für pastorale Ausbildung Wuppertal ist daher seit 2009 Ausbildungsstätte für insgesamt fünf evangelische Landeskirchen.
Träger des neuen Seminars für pastorale Ausbildung Wuppertal ist ein Kuratorium, das von vier Rechtsträgern getragen wird: der Evangelischen Kirche im Rheinland (EKiR), der Evangelischen Kirche von Westfalen (EKvW), der Lippischen Landeskirche und der Evangelisch-reformierten Kirche (ErK). Letztere nimmt die Interessen der Bremischen Evangelischen Kirche mit wahr, die ihre Vikare ebenfalls in Wuppertal ausbilden lässt.
Das Seminar ist Teil des neu entstandenen Theologischen Zentrums Wuppertal (ThZW), das rund um die Kirchliche Hochschule Wuppertal entstanden ist.

## Lehre

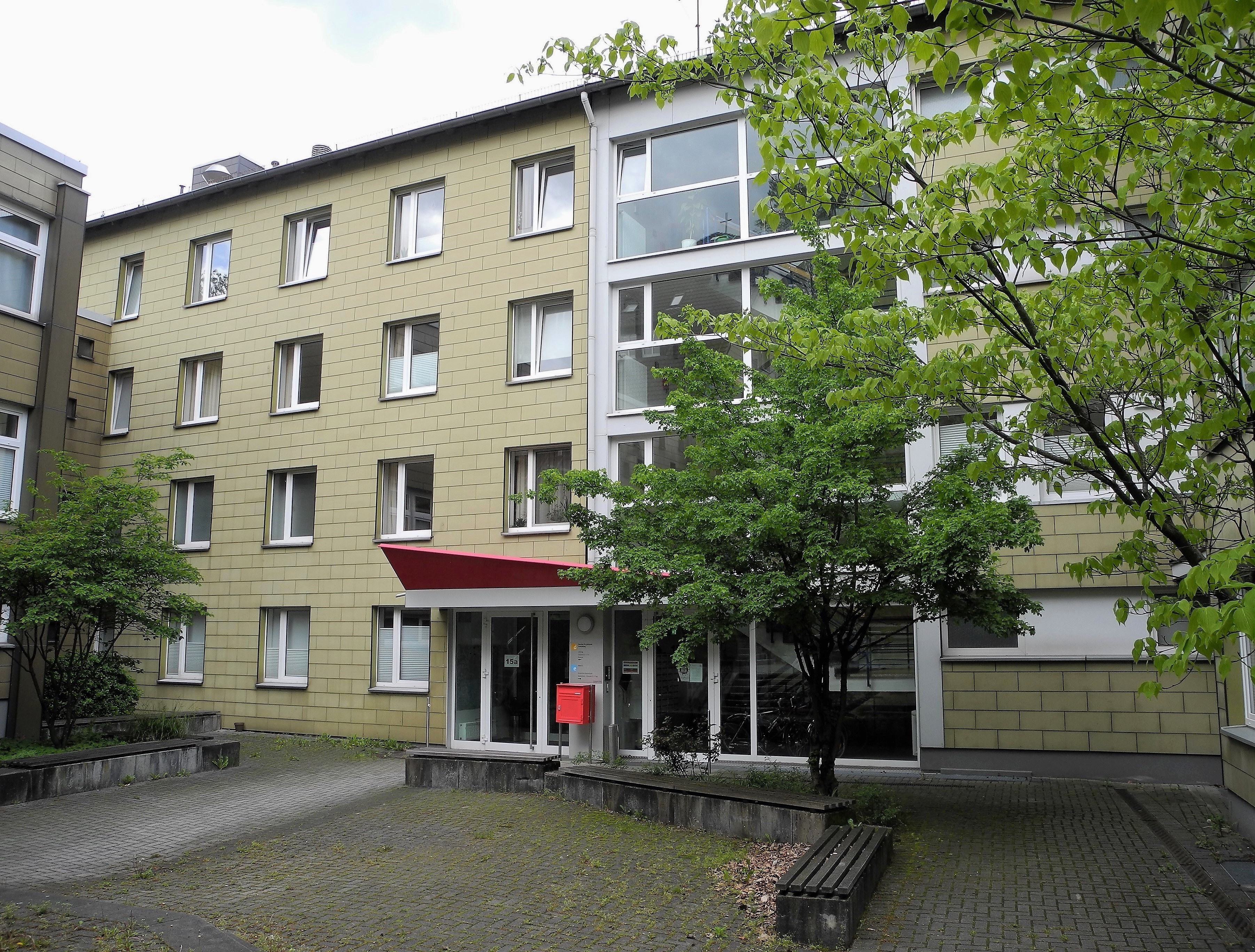
Eingang zum Predigerseminar (links), rechts der Eingang zum Wohnheim der Kirchlichen Hochschule Wuppertal in den oberen 3 Etagen

Im Predigerseminar werden 8 Fächer in 14 Kursen unterrichtet:
- Seelsorge, unterteilt in Seelsorge I (zwei Wochen), Seelsorge II (eine Woche) und Seelsorge III (zwei Wochen): Die Vikare werden auf verschiedene begleitende und beratende Seelsorgesituationen vorbereitet. Dabei erwerben sie Fähigkeiten der Gesprächsführung und die Entwicklung der Gesamtpersönlichkeit des Vikars wird gefördert. Dabei wird mit Gesprächssituationen aus der Gemeindepraxis der Vikare gearbeitet und eigene Seelsorgegespräche mit den Vertrauensdozenten geführt. Thematische Blöcke innerhalb der Kurse sind unter anderem: „Bibel und Glaube im Seelsorgegespräch“, „Kommunikation aus systemischer Sicht“ „Seelsorge an psychisch Kranken“, „Sucht“ und „Tod und Sterben“.
- Homiletik/Liturgik, unterteilt in Homiletik/Liturgik I (eine Woche), Homiletik/Liturgik II (zwei Wochen) und Homiletik/Liturgik III (eine Woche): Die Vikare werden gelehrt, biblisch verantwortet von Gott in der Welt zu reden sowie die Grundformen des Gottesdienstes historisch, theologisch und phänomenologisch erklärt. Dabei werden eigene Predigten, Liturgien und liturgisches Verhalten analysiert und erarbeitet.
- Kasualien (eine Woche): Verschiedene Amtshandlungen (Beerdigung, Taufe, Trauung und neue Kasualien) werden theoretisch und praktisch reflektiert und durch praktische Übungen gefördert.
- Gemeindepädagogik, unterteilt in Gemeindepädagogik I (eine Woche) und Gemeindepädagogik II (drei Wochen): religionspädagogische Arbeit mit Kindern, Jugendlichen und Erwachsenen in der Gemeinde wird gelehrt, insbesondere die Theorie und Praxis der Konfirmandenarbeit. Dabei ermöglicht ein gemeinsam vorbereitetes Konfirmandenwochenende die Erprobung der erlernten Theorie. Nach Lernbarkeit und Erfahrbarkeit von Religion in Gemeinde wird gefragt.
- Gemeindeaufbau, unterteilt in Gemeindeaufbau I (eine Woche) und Gemeindeaufbau II (eineinhalb Wochen): In diesem Fach wird das Aufgabenfeld Leitung-Organisation-Management geschult. Dabei wird mit Gemeindeanalysen die Vikarsgemeinde als Organisation und in ihren soziologischen Bedingungen wahrgenommen. Darüber hinaus werden Techniken der Haushaltsvisualisierung und des Projektmanagements eingeübt sowie eine eigene konzeptionelle Standortbestimmung eingeübt.
- Spiritualität (eine halbe Woche): verschiedene Formen christlicher Frömmigkeit werden gemeinsam eingeübt und reflektiert. Außerdem werden Wege zur Gestaltung von Spiritualität im Alltag und Fragen nach Spiritualität und Gemeinde behandelt
- Diakonie (eine Woche): Hierbei handelt es sich um eine Einführung in die diakonische Dimension des gemeindlichen und kirchlichen Handelns, bei der diakoniewissenschaftliche Grundlagen vermittelt und die Wahrnehmung diakonischer Aspekte der eigenen Gemeinde und der Gesamtkirche geschult werden.
- Ökumene und Weltmission (eine Woche): Das Fach ermöglicht das Erleben und die Reflexion interkultureller Erfahrungen in unterschiedlichen Zusammenhängen. Dabei kommt es zur Begegnung und Auseinandersetzung mit anderen Kirchen und Religionen. Die Vikare entwickeln im Kontext gesellschaftlicher Zusammenhänge Perspektiven für den gegenwärtigen ökumenischen und missionarischen Auftrag der Kirche und die konkrete Arbeit in der Gemeinde.

Begleitet werden die Kurswochen von Supervision.
In jedem Jahr bietet das Seminar zwei Ausbildungsgänge an, die jeweils zum 1. April und 1. Oktober beginnen. Die 19 Ausbildungswochen erstrecken sich auf 23 Monate des insgesamt 30 Monate dauernden Vikariats. Drei weitere schulpädagogische Kurswochen werden vom Pädagogischen Institut Villigst verantwortet und im Haus Villigst durchgeführt. Sie stehen am Beginn des Vikariats.

## Personen
Direktorin des Seminars ist seit dem 12. Dezember 2022 Anke Gödersmann. Sie ist Dozentin für Seelsorge, Kasualien, Spiritualität, Gemeindeaufbau und Diakonie.
Weitere Dozenten sind:
- Carolin Reichart: Seelsorge, Homiletik/Liturgik und Ökumene
- Stefan Kläs: Seelsorge, Gemeindepädagogik und Gemeindeentwicklung
- Tabea Esch: Seelsorge, Homiletik, Kasualien, Ökumene
- Holger Pyka: Homiletik, Liturgik, Kasualien, Gemeindepädagogik

Nach Bedarf werden externe Referenten bspw. von der VEM und Curacon eingeladen.
Das Sekretariat des Seminars leitet Angelika Lochter-Dode. Das Kuratorium setzt sich zusammen aus dem Vorsitzenden Volker Lehnert, Christoph Pistorius und Iris Döring für die EKiR, der stellvertretenden Vorsitzenden Katrin Göckenjan-Wessel, Friedrich Beyer und Frank Schneider für die EKvW, Reinhild Gedenk für die ErK und Dietmar Arends für die Lippische Landeskirche. Zusätzlich nimmt der Direktor als beratende Stimme an den Sitzungen teil. Ein solcher Platz soll zukünftig auch einem Vikarsvertreter zugestanden werden.